# Timana catanata
Timana catanata là một loài bướm đêm trong họ Geometridae.